# Монголија на Светском првенству у атлетици на отвореном 2013.
Монголија је учествовала на 14. Светском првенству у атлетици на отвореном 2013. одржаном у Москви од 10. до 18. августа једанаести пут. Репрезентацију Монголије представљала су два атлетичара (1 мушкарац и 1 жена), који су се такмичили у две дисциплине.,
На овом првенству Монголија није освојила ниједну медаљу, нити је оборен неки рекорд.

## Учесници
| Мушкарци: - Сер-Од Бат-Очир — Маратон | Жене: - Luvsanlkhündegiin Otgonbayar — Маратон |  |

## Резултати

### Мушкарци
| Атлетичар       | Дисциплина | Лични рекорд | Квалификације | Квалификације | Финале   | Финале       | Детаљи |
| Атлетичар       | Дисциплина | Лични рекорд | Резултат      | Место         | Резултат | Место        | Детаљи |
| --------------- | ---------- | ------------ | ------------- | ------------- | -------- | ------------ | ------ |
| Сер-Од Бат-Очир | Маратон    | 2:11:05 НР   |               |               | 2:21:55  | 35 / 51 (70) |        |

### Жене
| Атлетичарка                  | Дисциплина | Лични рекорд | Квалификације | Квалификације | Финале             | Финале             | Детаљи |
| Атлетичарка                  | Дисциплина | Лични рекорд | Резултат      | Место         | Резултат           | Место              | Детаљи |
| ---------------------------- | ---------- | ------------ | ------------- | ------------- | ------------------ | ------------------ | ------ |
| Luvsanlkhündegiin Otgonbayar | Маратон    | 2:39:50 НР   |               |               | Није завршила трку | Није завршила трку |        |